# Пий III
Пий III (на латински: Pius PP. III е римски папа, заемал Светия престол за 3 седмици през 1503 г. – от 22 септември до 18 октомври 1503. Рожденото му име е Франческо Нани Тодескини-Пиколомини (на италиански: Francesco Nanni-Todeschini-Piccolomini).
След смъртта на папа Александър VI, 39 кардинали се събират, за да изберат нов Велик понтиф. Изборите обаче са трудни. В конклава има 21 италиански кардинали, 11 испански и 7 френски. Едновременно с това в Рим има три армии, които подкрепят различни кандидати – едната е на Луи XII, втората на Фердинанд II Арагонски и на Чезаре Борджия. След като Чезаре изгубва контрол над испанските кардинали, за римски папа е избран племенникът на папа Пий II, шестдесетгодишния кардинал Пиколомини. Коронацията му е на 8 октомври 1503 г. Понтификатът му продължил 27 дни. Умира 3 седмици след избирането си от язва на крака, а според някои хронисти, негови съвременници е отровен, но няма доказателства за това. Начело на Папската държава го наследява кардинал Джулиано дела Ровере, който приема името Юлий II.